# Émilie Fer
Émilie Fer (Saint Maurice, 17 de fevereiro de 1983) é uma canoísta de slalom francesa na modalidade de canoagem, foi vencedora da medalha de Ouro em Slalom K-1 em Londres 2012.